# Dossier Mata Hari
Dossier Mata Hari è uno sceneggiato televisivo prodotto dalla Rai - Radiotelevisione italiana e trasmesso nel 1967.
Articolato in quattro puntate - girate in bianco e nero - fu trasmesso in quell'anno sull'allora Programma Nazionale e riproposto su Rai Storia dal 22 al 25 gennaio 2012.

## Storia
Nel corso della prima guerra mondiale, i servizi segreti francesi arrestano per spionaggio in favore dei tedeschi Mata Hari, una danzatrice olandese che si attribuisce origini orientali. La donna accusata dal capitano Pierre Bouchardon è processata e condannata a morte il 15 ottobre 1917.

La regia era di Mario Landi, che aveva anche scritto la sceneggiatura con Bruno di Geronimo. Tra gli interpreti figurano Cosetta Greco, nel ruolo della protagonista, e Gabriele Ferzetti, nel ruolo del suo accusatore.

## Contenuto
Lo sceneggiato narra la vicenda di Mata Hari, introdotta dal narratore Riccardo Cucciolla che appare dietro una scrivania a inizio di ogni puntata. Gli interrogatori del capitano Pierre Bouchardon fanno da filo conduttore per ricostruire il passato di Margaretha.

L'indagine storiografica è fondata sull'esame dello schedario segreto francese, della corrispondenza e del diario di Mata Hari, dei verbali d'interrogatorio e di quelli processuali.

Gli interni sono stati girati nello Studio TV3 del Centro di produzione Rai di Milano, la scena della fucilazione nel Poligono di tiro di Milano.

Cosetta Greco canta la sigla finale La fine di un amore di Sergio Bardotti e Jimmy Fontana.